# Caladenia arenaria
Caladenia arenaria är en orkidéart som beskrevs av Robert Desmond David Fitzgerald. Caladenia arenaria ingår i släktet Caladenia och familjen orkidéer. Inga underarter finns listade i Catalogue of Life.